# Selles-sur-Cher (formaggio)
Il Selles-sur-cher è un formaggio francese a pasta molle da latte crudo di capra.
Dal 1986 gode del marchio AOC, ossia dell'Appellation d'origine contrôlée.